# 商鵬飛
商鵬飛 PC MP（1970年6月25日—），加拿大政治人物和律師，現任加拿大財政部長。他從2015年起以加拿大自由黨黨員身份擔任國會下議院議員，代表魁北克省的聖莫里斯—尚普蘭選區，並從2017年起在賈斯汀·杜魯多内閣中先後出任聯邦國際貿易部長、基礎建設及社區部長、外交部長、和創新﹑科學暨工業部長兼註冊總長。

## 生平
商鵬飛生於魁北克省格林菲爾德帕克（現朗基爾市一部分），長於該省沙威尼根。他於1992年從蒙特婁大學法學院畢業，後到俄亥俄州克里夫蘭的凱斯西儲大學法學院進修，1994年從該校畢業。他後到意大利的Elsag Bailey公司任職律師，1999年則轉職往瑞士的ABB，在此晉升至副總裁和資深律師，2008年則改到Amec出任策略發展總監至2012年。他於2009年入選世界經濟論壇全球青年領袖。在2009年接受《環球郵報》採訪時，商鵬飛表達了他最終返回加拿大並進入政界的願望，並引用了沙威尼根同胞、前總理和前自由黨黨魁讓·克雷蒂安作為靈感來源 。
他於2015年聯邦大選中代表加拿大自由黨競逐國會下議院聖莫里斯—尚普蘭選區議席告捷，首度出任下議院議員。他於2015年12月獲任為財長莫諾的國會秘書，2017年1月晉身內閣出任國際貿易部長，2018年7月則調任基礎建設及社區部長。
商鵬飛於2019年聯邦大選以39.6%得票率成功連任下議院議員，同年11月獲總理賈斯汀·杜魯多任命為外交部長。他於2021年1月調任創新、科學及工業部長兼註冊總長，取代辭去內閣職務的貝恩斯（Navdeep Bains）。
他於2021年聯邦大選以約42%得票率連任下議員，再於同年10月公布的內閣名單中留任創新、科學及工業部長。杜魯多於2025年初宣布辭任黨魁後，商鵬飛被廣泛視為黨魁選舉潛在候選人之一。然而他後來宣布無意競選黨魁，並表態支持前加拿大銀行行長馬克·卡尼。卡尼當選黨魁後，於2025年3月14日委派商鵬飛入閣出任財政部長。
2025年聯邦大選商鵬飛順利連任下議員，在卡尼內閣中留任財長，並兼任國稅部長。

## 對外連結
- 维基共享资源上的相關多媒體資源：商鵬飛
- （英文）加拿大國會網站 商鵬飛議員簡介 （页面存档备份，存于）
- （英文）加拿大自由黨網站 商鵬飛議員分頁 （页面存档备份，存于）
- 商鵬飛的X（前Twitter）